# Zenarchopterus novaeguineae
Zenarchopterus novaeguineae är en fiskart som först beskrevs av Weber, 1913.  Zenarchopterus novaeguineae ingår i släktet Zenarchopterus och familjen Hemiramphidae. Inga underarter finns listade i Catalogue of Life.